# José Souto de Moura
José Adriano Machado Souto de Moura GCC (Porto, Cedofeita, 25 de Setembro de 1950) é um magistrado e juiz jubilado português, que exerceu o cargo de Procurador-Geral da República de 2000 a 2006.

## Carreira
Licenciou-se em Direito na Faculdade de Direito da Universidade de Coimbra em 1973.
Foi Delegado do Procurador da República em Ponte da Barca, Vila do Conde, Ponta Delgada e Porto, e Procurador da República em Setúbal.
Foi Docente e Director-Adjunto do Centro de Estudos Judiciários e Director de Estágios do Ministério Público até 1993.
Entre 1993 e 2000, foi Vogal do Conselho Consultivo da Procuradoria-Geral da República.
É também Membro do Núcleo de Estudos Ambientais do Ministério da Justiça. Integrou vários grupos de trabalho do Conselho da Europa designado pelo Governo Português e foi chefe de Delegação no Comité Director dos Problemas Criminais do Conselho da Europa entre 1992 e 2000.
Exerceu as funções de 21.º Procurador-Geral da República entre 9 de Outubro de 2000 e 9 de Outubro de 2006, nomeado pelo Presidente Jorge Sampaio.
Nem sempre muito hábil a lidar com a Comunicação Social durante o seu mandato, o ensaísta Eduardo Prado Coelho (1944-2007) alcunhou-o de «gato constipado».[carece de fontes?]
A 22 de Janeiro de 2007 foi agraciado com a Grã-Cruz da Ordem Militar de Nosso Senhor Jesus Cristo pelo Presidente da República Aníbal Cavaco Silva.
Em 2018 reformou-se de Juiz Conselheiro do Supremo Tribunal de Justiça de Portugal.
É coordenador do Conselho Geral da Comunidade “Vida e Paz” (Sem-abrigo de Lisboa), é vogal do Conselho Estratégico da Irmandade de São Roque e Santa Casa de Lisboa e integra a Direção da Associação dos Juristas Católicos. 

## Condecorações
- Grã-Cruz da Ordem Militar de Nosso Senhor Jesus Cristo (22 de Janeiro de 2007) – Presidente Cavaco Silva

## Publicação
«Direito ao Assunto», Coimbra Editora, 2006 ISBN: 9789723214468

## Dados genealógicos
É filho de José Alberto Souto de Moura (Braga, Sé, 24 de Junho de 1917 - Porto, 22 de Outubro de 1988), licenciado em Medicina pela Faculdade de Medicina da Universidade de Coimbra, especialista em Oftalmologia, e de sua mulher (Vila Verde, Soutelo, 21 de Julho de 1948) Maria Teresa Ramos Machado (Vila Verde, Soutelo, 17 de Agosto de 1920 - ?) e irmão do arquitecto Eduardo Elísio Machado Souto de Moura e de Maria Manuela Machado Souto de Moura (Porto, Cedofeita, 21 de Abril de 1949), licenciada em Medicina pela Faculdade de Medicina da Universidade do Porto, especialista em Clínica Geral e Medicina Familiar, casada (Vila Verde, Soutelo, 4 de Setembro de 1976) com António José Durão da Costa Pereira (Porto, Paranhos, 24 de Fevereiro de 1948), licenciado em Engenharia Civil pela Faculdade de Engenharia da Universidade do Porto, filho de Manuel José da Costa Pereira e de sua mulher Maria Inês de Gouveia Durão, com geração.
Casou em Alenquer, Ota, a 19 de Maio de 1984 com Maria da Assunção da Câmara de Siqueira [Archer] de Carvalho (Caldas da Rainha, Pópulo, 2 de Agosto de 1958), licenciada em Ciências Biológicas, irmã de Teresa Siqueira e tia materna de Carminho, trineta do 3.º Conde de São Martinho, do 3.º Conde da Azambuja, do 3.º Conde de Belmonte e novamente do 3.º Conde de São Martinho, de quem tem uma filha e dois filhos, Maria Teresa de Siqueira de Carvalho Souto de Moura (Setúbal, 22 de Março de 1985), Licenciada em Medicina pela Faculdade de Medicina da Universidade Nova de Lisboa, casada em Alenquer, Ota, a 31 de Julho de 2010 com Bernardo Maria Morais David da Cunha Ferreira (1 de Junho de 1984), Licenciado em Direito, Advogado, José Maria de Siqueira de Carvalho Souto de Moura (Lisboa, Alvalade, 18 de Abril de 1988), Licenciado em Arquitectura, e António Maria de Siqueira de Carvalho Souto de Moura (Lisboa, São Sebastião da Pedreira, 16 de Abril de 1992), Licenciado em Direito.